# Abraham Afewerki
Abraham Afewerki (Asmara, 31 gennaio 1966 – Massaua, 7 ottobre 2006) è stato un cantante eritreo.
È stato una delle più conosciute figure di compositore, esecutore e produttore musicale della storia eritrea, conosciuto in Patria e nel resto del mondo, ben oltre gli ambienti della diaspora Habesha. Le sue opere erano in tigrigna.
Fin da bambino è stato affascinato dalla musica, passione coltivata a dispetto di un'infanzia da profugo in Sudan prima e in Italia poi. A Roma ha poi avuto la possibilità di approfondire gli studi musicali, collaborando anche con artisti di fama internazionale.
Il suo primo lavoro "Wegahta" (l'alba in tigrino) è stato prodotto, nel 1991, dalla Virgin Records, facendoli guadagnare una certa fama internazionale, essendo anche il primo artista eritreo a produrre con un'etichetta discografica a diffusione globale.
Nei successivi 15 anni la sua popolarità fra gli eritrei, e non solo, si estese, grazie a lavori caratterizzati da gradevole stile musicale e profondo lirismo.
Nel suo ultimo lavoro, intitolato "Semai" (cielo), ha collaborato con diversi artisti connazionali, mescolando diversi generi (jazz, rhythm and blues e reggae) con un'originale interpretazione delle sonorità tradizionali africane.
È morto nel 2006, appena quarantenne, probabilmente a causa di un infarto improvviso mentre nuotava a Massaua, dove si trovava per registrare un nuovo video musicale.